# برايان أوشوجنسي
برايان أوشوجنسي (بالإنجليزية: Brian O'Shaughnessy)‏ هو ممثل بريطاني، ولد في 5 يونيو 1931 في المملكة المتحدة، وتوفي في 19 يونيو 2001 في جنوب أفريقيا.

## وصلات خارجية
- برايان أوشوجنسي على موقع IMDb (الإنجليزية)
- برايان أوشوجنسي على موقع قاعدة بيانات الفيلم (الإنجليزية)